# Beschriftungstechnik

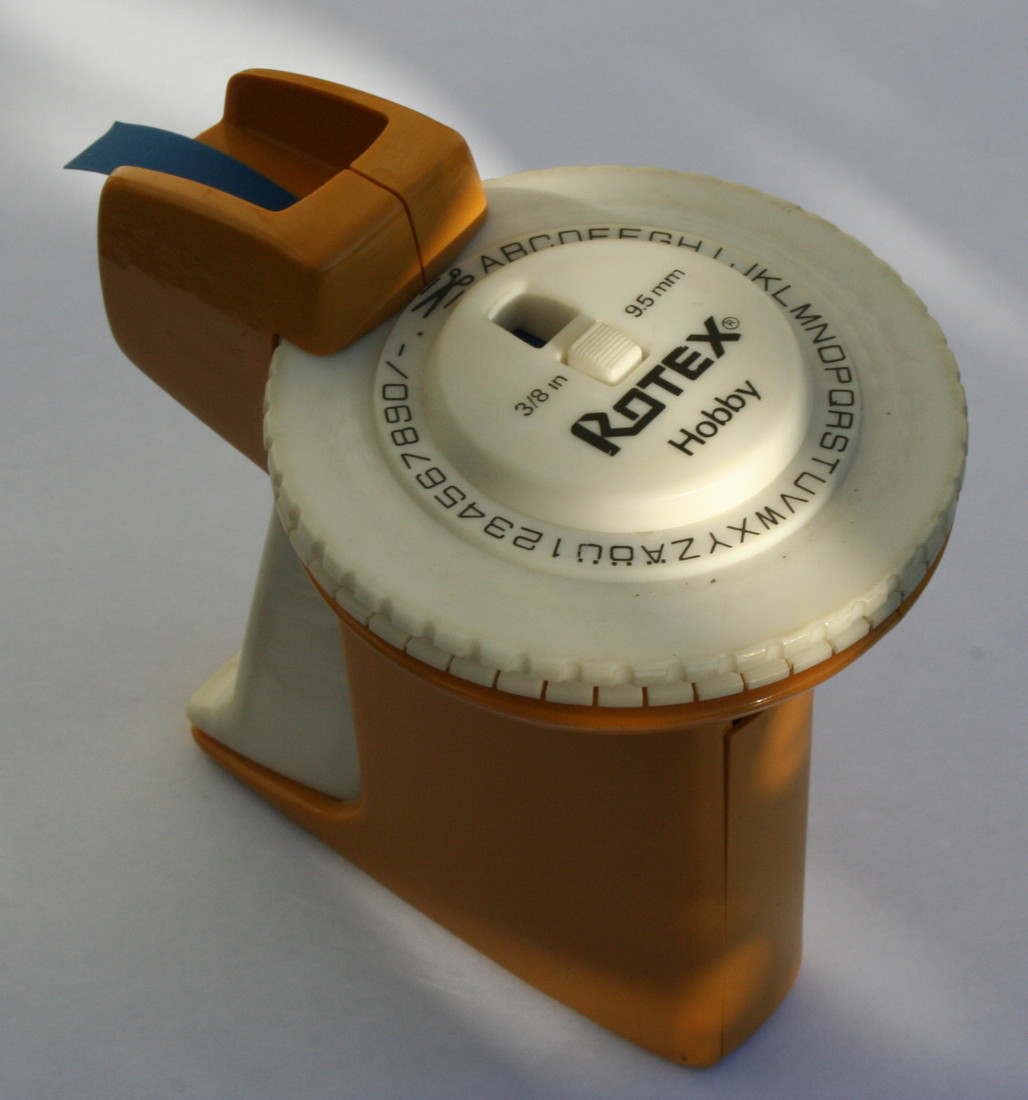
Schriftpräger

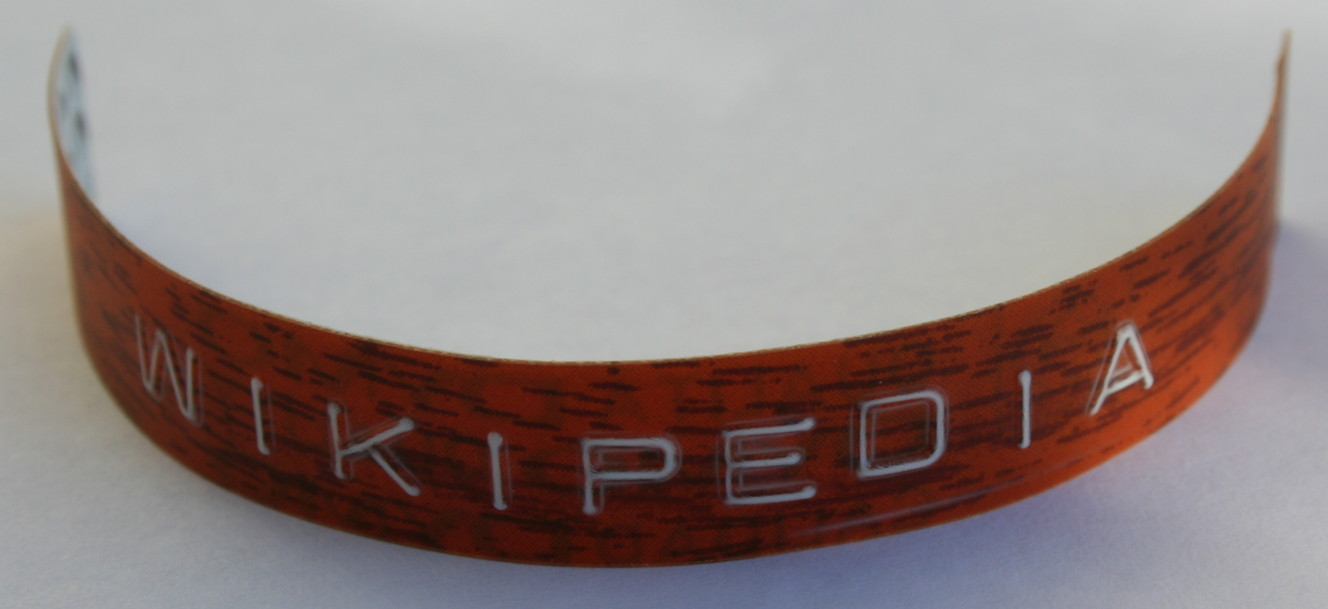
Geprägtes Klebeband

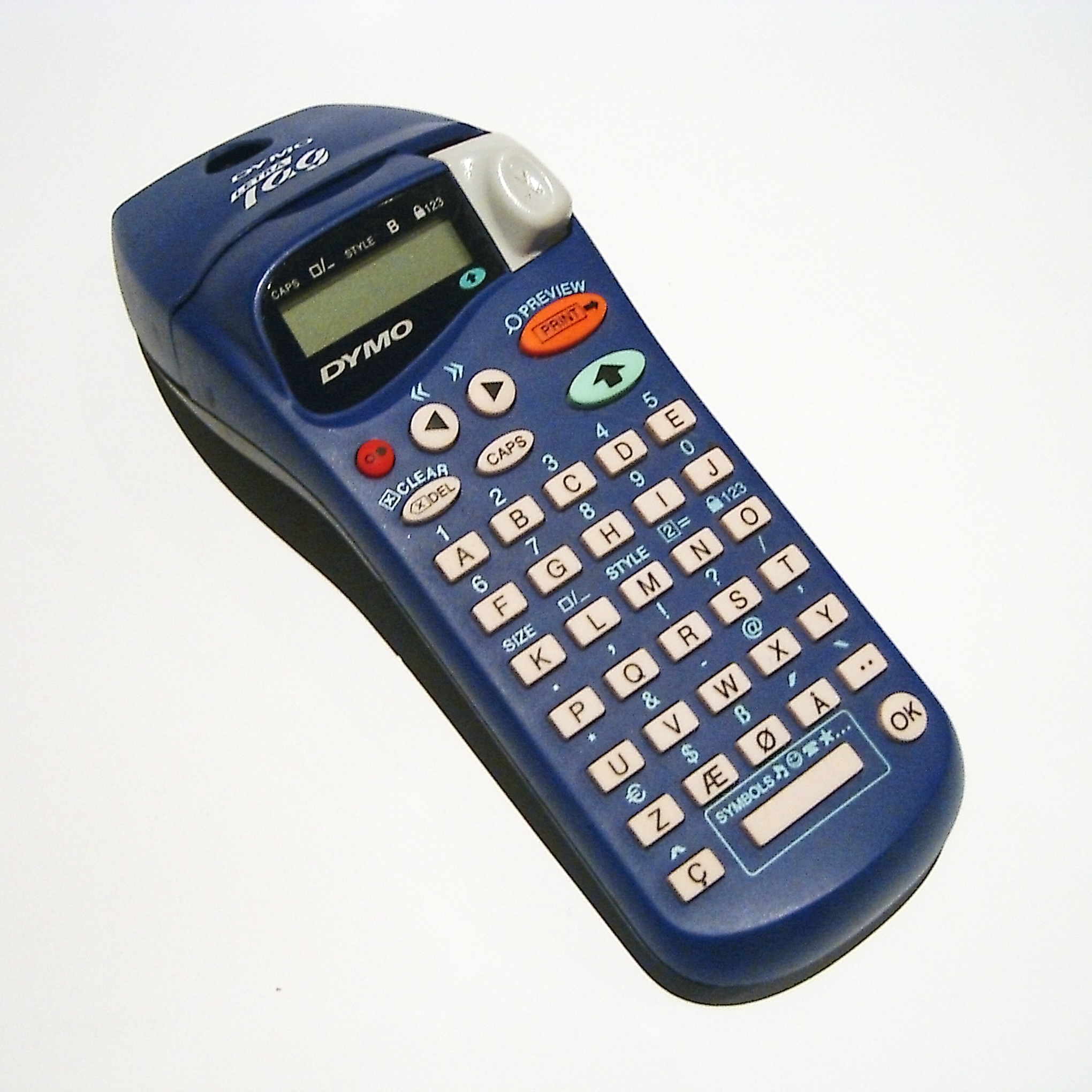
Dymo Beschriftungsgerät

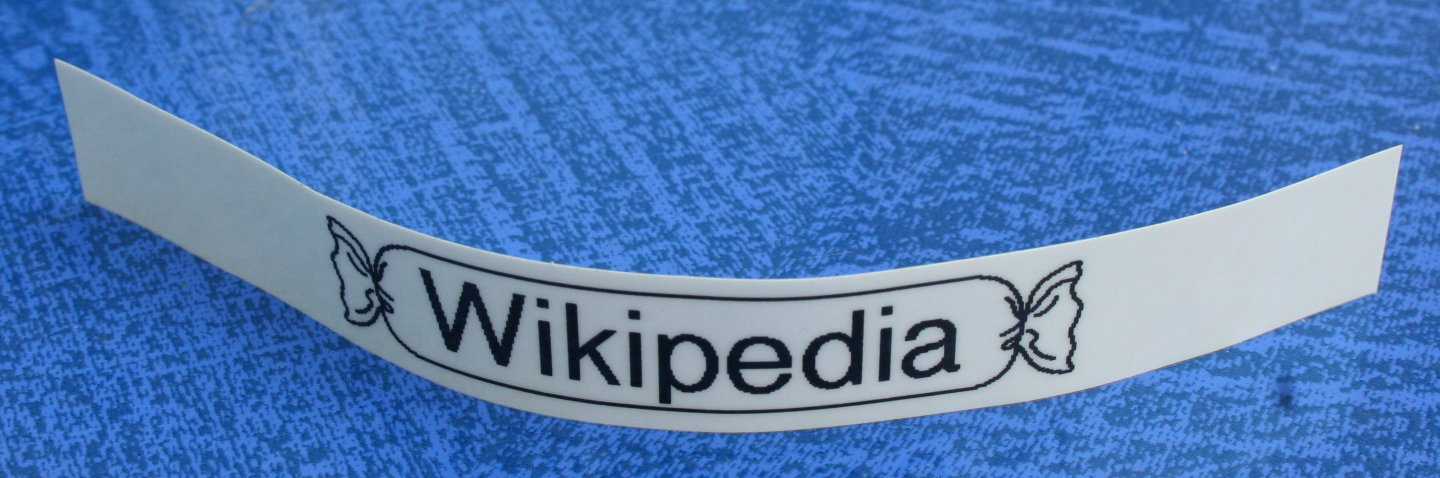
Gedrucktes Klebeband mit grafischen Effekten

Unter Beschriftungstechnik versteht man jede Art von Technik, die auf der Grundlage verschiedener Technologien, zur Beschriftung von Gegenständen genutzt werden kann. Je nach zu beschriftendem Material kommen dabei unterschiedliche Beschriftungstechniken zum Einsatz. Eine Beschriftung kann primär, d. h. direkt am zu kennzeichnenden Gegenstand oder Produkt angebracht werden,  oder aber sekundär, mittels Befestigung eines zusätzlichen Informationsträgers, wie beispielsweise eines Etikettes erfolgen.
Die Beschriftungstechnik nutzt primär wie sekundär verschiedene Beschriftungssysteme der Drucktechnik, wie Druckmaschinen, Drucker oder Plotter, es kommen aber auch speziell konzipierte Beschriftungsgeräte, Ritztechniken, Prägemaschinen oder Laser zur Laserbeschriftung zum Einsatz.
Übliche Beschriftungstechniken, die vor allem zur sekundären Beschriftung und Kennzeichnung von Produkten genutzt werden, sind die Beschilderung oder die Etikettierung.
Bei den Schriftprägern stellt man jeden Buchstaben an einem Drehrad von Hand ein und drückt den Griff: Durch den Druck wird der Buchstabe in das Kunststoffband geprägt und das Band einen Anschlag weiter transportiert. Nach dem letzten Buchstaben schneidet man das geprägte Band ab, zieht die rückseitige Schutzfolie ab und kann das Schild aufkleben.
Inzwischen sind diese rein mechanischen Geräte durch elektrische Beschrifter abgelöst worden: Hier kann man die gewünschten Zeichen in einen Speicher eintippen, auf einer Anzeige kontrollieren und dann das ganze Schild durch ein Transferband ausdrucken.